# Batillipes littoralis
Batillipes littoralis är en djurart som tillhör fylumet trögkrypare, och som beskrevs av Jacqueline Renaud-Debyser 1959. Batillipes littoralis ingår i släktet Batillipes och familjen Batillipedidae. Inga underarter finns listade i Catalogue of Life.